# Abatos
Abatos je starořecký název říčního ostrova na Nilu v Egyptě, který se staroegyptsky nazýval Senmet a v moderní arabštině bývá nazýván Bidžeh (بجح‎). Původně se jednalo o ostrov prvního nilského kataraktu poblíž Asuánu, ale od roku 1902 je ostrovem přehradní nádrže Nízké Asuánské přehrady. Podobně jako nedaleký Pilak sloužil i Abatos kultickým účelům – předpokládá se, že zde byl chrám zasvěcený Usirovi. Podle egyptské mytologie zde měl být jeden z jeho hrobů a jak naznačuje i starořecký název ostrova, vstup do zdejšího chrámu byl zapovězen všem kromě kněží.